# Lythrodes
Lythrodes é um gênero de traça pertencente à família Arctiidae.